# أناتولي فيداتوف
أناتولي فيداتوف (بالروسية: Федотов, Анатолий Владимирович)‏ (و. 1966  م) هو لاعب هوكي الجليد روسي، ولد في ساراتوف، مركز لعبه هو مدافع ‏.

## روابط خارجية
- أناتولي فيداتوف على موقع دوري الهوكي الوطني (الإنجليزية)
- أناتولي فيداتوف على موقع EliteProspects.com (الإنجليزية)
- أناتولي فيداتوف على موقع Eurohockey.com (الإنجليزية)
- أناتولي فيداتوف على موقع HockeyDB.com (الإنجليزية)
- أناتولي فيداتوف على موقع Hockey-Reference.com (الإنجليزية)